# Ernestina Pais
Ernestina Pais (Buenos Aires; 12 de marzo de 1972) es una empresaria y periodista argentina. 
Es dueña, junto a Diego Pérez Morales, del Bar Million, ubicado en Buenos Aires.

## Trayectoria
Es periodista, y tiene una larga y reconocida trayectoria. 
Pais comenzó su carrera como movilera en La Biblia y el calefón, programa conducido por Jorge Guinzburg (con quien mantuvo una estrecha relación profesional). Es fundadora junto a Juan Di Natale de la versión argentina de la revista francesa "Los Inrockuptibles".
En 2003, comienza a trabajar junto a su hermana, Federica Pais en Sabés o sonás (Canal 7), un programa de entretenimientos donde alumnos de quinto año competían por un viaje de egresados a San Carlos de Bariloche. Obteniendo por dicho programa los Premios Martín Fierro 2007 como Mejor programa de interés general y Premios Magia 2007.
Entre 2005 y 2007 fue coconductora del ciclo televisivo Mañanas informales (Canal 13) secundando a Jorge Guinzburg. En 2008, luego del fallecimiento de Guinzburg, Pais continúa el programa como conductora principal y acompañada por Ronnie Arias.
También trabajó en el programa "Salgan al sol", por Somos Radio AM 530, junto a Alejandro Lingenti, con la producción de Guido Corsini, Aldana Jiménez y Gabriela Cei. Con dicho programa ganó el Premio Martín Fierro en "Labor en animación-conducción femenina" en radio, en 2006.
En 2009 fue la conductora del conocido Caiga Quien Caiga ante el retiro voluntario de Mario Pergolini, creador y conductor del programa.
En el año 2010, comenzó a trabajar en la radio Rock & Pop, de 7am a 10am los sábados y domingos para el programa Un día perfecto, junto a Osvaldo Bazán y Carlos Belloso.
En 2013, debido a la renovación del magazine Desayuno americano, tomó la conducción del ciclo transmitido por el canal América TV. Luego participaría del programa de televisión Bailando 2016.Condujo Mañanas públicas (lunes a viernes a las 10, por la TV Pública) y Honestidad brutal (por Vale 97.5,  el ciclo diario que realiza de 15 a 18).
Desde 2019 hasta 2021 fue panelista en Intratables, programa de televisión transmitido por América TV.

## Vida privada
Es madre de Benicio, a quien tuvo junto a su expareja, Alejandro Guyot. 
Es hermana de la también conductora de televisión Federica Pais. Ambas son hijas del militante José Miguel Pais, arquitecto y militante de la organización revolucionaria ERP. Fue desaparecido en septiembre de 1976 durante el primer año de la última dictadura argentina.
En 2009 se consagró como la primera conductora mujer del conocido programa Caiga Quien Caiga, o CQC, ante el retiro voluntario de Mario Pergolini, por este trabajo estuvo dos años seguidos nominada al Martín Fierro a conductora del año.

## Televisión
| Año           | Programa                         | Canal              | Rol                                           |
| ------------- | -------------------------------- | ------------------ | --------------------------------------------- |
| 2003-2004     | Sabés o sonás                    | Canal 7            | Conductora                                    |
| 2005-2008     | Mañanas informales               | Canal Trece        | Conductora                                    |
| 2008          | Tardes informales                | Canal Trece        | Conductora                                    |
| 2009          | Caiga Quien Caiga                | Telefe             | Conductora                                    |
| 2012-2013     | Desayuno americano               | América TV         | Conductora                                    |
| 2015          | Viudas e hijos del Rock & Roll   | Telefe             | Laura Viviani                                 |
| 2015-2017     | En estéreo                       | El Nueve           | Conductora                                    |
| 2016          | Bailando 2016                    | eltrece            | Participante – 7.ª eliminada                  |
| 2019-2021     | Intratables                      | América TV         | Panelista                                     |
| 2021          | Corea del centro                 | Net TV             | Conductora                                    |
| 2021          | Ernestina y el otro país         | Net TV             | Conductora                                    |
| 2021–2022     | MasterChef Celebrity Argentina 3 | Telefe             | Participante reemplazante de Joaquín Levinton |
| 2021–2022     | MasterChef Celebrity Argentina 3 | Telefe             | Participante – 12.ª eliminada                 |
| 2023-presente | Mañanas públicas                 | Televisión Pública | Conductora                                    |

## Radio
| Año           | Programa                   | Radio              |
| ------------- | -------------------------- | ------------------ |
| 1999          | Levántate y anda           | Radio Uno          |
| 2000          | Primeras luces             | Radio Provincia    |
| 2001-2003     | Riesgo País                | Rock & Pop         |
| 2002          | Tarde negra                | Rock & Pop         |
| 2004-2005     | Salgan al sol              | Latina FM 101.1    |
| 2005          | Vitamina G                 | Radio Mitre        |
| 2006          | Hora pico                  | Radio Mitre        |
| 2006-2009     | Salgan al sol              | Somos Radio AM 530 |
| 2010-2011     | Día perfecto               | Rock & Pop         |
| 2012-2014     | Honestidad brutal          | Vale 97.5          |
| 2015-2016     | Mundo paralelo             | Blue 100.7         |
| 2017-2019     | Mundo paralelo             | AM 750             |
| 2020-2022     | Que tiene que ver con todo | Blue 100.7         |
| 2023-presente | Que tiene que ver con todo | Radio con Vos      |

## Teatro
| Año  | Obra de teatro         | Teatro           |
| ---- | ---------------------- | ---------------- |
| 2019 | El show de los cuernos | Teatro Picadilly |

## Premios y nominaciones
| Año  | Premio               | Categoría                          | Trabajo nominado   | Resultado |
| ---- | -------------------- | ---------------------------------- | ------------------ | --------- |
| 2005 | Premio Martín Fierro | Mejor conducción femenina en radio | Salgan al sol      | Ganadora  |
| 2005 | Premio Martín Fierro | Mejor conducción femenina          | Mañanas informales | Nominada  |
| 2005 | Premios Clarín       | Mejor conducción femenina          | Mañanas informales | Ganadora  |
| 2006 | Premio Martín Fierro | Mejor conducción femenina          | Mañanas informales | Nominada  |
| 2007 | Premio Martín Fierro | Mejor conducción femenina          | Mañanas informales | Ganadora  |
| 2008 | Premios Clarín       | Mejor conducción femenina          | Mañanas informales | Ganadora  |
| 2009 | Premios Clarín       | Mejor conducción femenina          | Caiga Quien Caiga  | Ganadora  |
| 2009 | Premio Martín Fierro | Mejor conducción femenina          | Caiga Quien Caiga  | Nominada  |
| 2010 | Premio Martín Fierro | Mejor conducción femenina          | Caiga Quien Caiga  | Nominada  |

## Cine
- 2005: La demolición
- 2013: Back to the Siam - Ella misma (cameo)
- 2014: Positivo[12]